# Route du Sud 1994
La Route du Sud 1994, diciottesima edizione della corsa, si svolse dal 20 al 23 giugno su un percorso di 670 km ripartiti in 4 tappe (la prima suddivisa in due semitappe), con partenza da Pau e arrivo a Castres. Fu vinta dal colombiano Álvaro Mejía della Motorola davanti ai francesi Richard Virenque e Charly Mottet.

## Tappe
| Tappa  | Data      | Percorso                      | km   | Vincitore di tappa      | Leader cl. generale |
| ------ | --------- | ----------------------------- | ---- | ----------------------- | ------------------- |
| 1ª-1ª  | 20 giugno | Pau > Pau (cron. individuale) | 15,6 | Arturas Kasputis        | Arturas Kasputis    |
| 1ª-2ª  | 20 giugno | Pau > Saint-Gaudens           | 123  | Peter De Clercq         | Arturas Kasputis    |
| 2ª     | 21 giugno | Saint-Gaudens > Guzet Neige   | 149  | Richard Virenque        | Álvaro Mejía        |
| 3ª     | 22 giugno | Guzet Neige > Lavaur          | 194  | Gilbert Duclos-Lassalle | Álvaro Mejía        |
| 4ª     | 23 giugno | Lavaur > Castres              | 188  | Asiat Saitov            | Álvaro Mejía        |
| Totale | Totale    | Totale                        | 670  |                         |                     |

## Dettagli delle tappe

### 1ª tappa - 1ª semitappa
- 20 giugno: Pau > Pau (cron. individuale) – 15,6 km

| Pos. | Corridore        | Squadra  | Tempo  |
| ---- | ---------------- | -------- | ------ |
| 1    | Arturas Kasputis | Chazal   | 19'45" |
| 2    | Aitor Garmendia  | Banesto  | a 5"   |
| 3    | Raúl Alcalá      | Motorola | a 10"  |

| Pos. | Corridore        | Squadra | Tempo |
| ---- | ---------------- | ------- | ----- |
| 1    | Arturas Kasputis | Chazal  |       |

### 1ª tappa - 2ª semitappa
- 20 giugno: Pau > Saint-Gaudens – 123 km

| Pos. | Corridore        | Squadra   | Tempo    |
| ---- | ---------------- | --------- | -------- |
| 1    | Peter De Clercq  | Lotto     | 2h59'13" |
| 2    | Stéphane Heulot  | Banesto   | s.t.     |
| 3    | Wiebren Veenstra | Collstrop | a 3"     |

| Pos. | Corridore        | Squadra | Tempo |
| ---- | ---------------- | ------- | ----- |
| 1    | Arturas Kasputis | Chazal  |       |

### 2ª tappa
- 21 giugno: Saint-Gaudens > Guzet Neige – 149 km

| Pos. | Corridore        | Squadra       | Tempo    |
| ---- | ---------------- | ------------- | -------- |
| 1    | Richard Virenque | Festina-Lotus | 4h41'20" |
| 2    | Charly Mottet    | Novemail      | a 31"    |
| 3    | Álvaro Mejía     | Motorola      | s.t.     |

| Pos. | Corridore    | Squadra  | Tempo |
| ---- | ------------ | -------- | ----- |
| 1    | Álvaro Mejía | Motorola |       |

### 3ª tappa
- 22 giugno: Guzet Neige > Lavaur – 194 km

| Pos. | Corridore               | Squadra  | Tempo    |
| ---- | ----------------------- | -------- | -------- |
| 1    | Gilbert Duclos-Lassalle | Gan      | 4h46'00" |
| 2    | Herman Frison           | Lotto    | s.t.     |
| 3    | Thierry Laurent         | Novemail | s.t.     |

| Pos. | Corridore    | Squadra  | Tempo |
| ---- | ------------ | -------- | ----- |
| 1    | Álvaro Mejía | Motorola |       |

### 4ª tappa
- 23 giugno: Lavaur > Castres – 188 km

| Pos. | Corridore        | Squadra  | Tempo    |
| ---- | ---------------- | -------- | -------- |
| 1    | Asiat Saitov     | Kelme    | 5h00'54" |
| 2    | Philippe Louviot | Novemail | s.t.     |
| 3    | Erwin Nijboer    | Banesto  | s.t.     |

| Pos. | Corridore        | Squadra       | Tempo     |
| ---- | ---------------- | ------------- | --------- |
| 1    | Álvaro Mejía     | Motorola      | 18h11'25" |
| 2    | Richard Virenque | Festina-Lotus | a 9"      |
| 3    | Charly Mottet    | Novemail      | a 12"     |

## Classifiche finali

### Classifica generale
| Pos. | Corridore           | Squadra                               | Tempo     |
| ---- | ------------------- | ------------------------------------- | --------- |
| 1    | Álvaro Mejía        | Motorola                              | 18h11'25" |
| 2    | Richard Virenque    | Festina-Lotus                         | a 9"      |
| 3    | Charly Mottet       | Novemail-Histor-Laser Computer        | a 12"     |
| 4    | Patrick Jonker      | Novemail-Histor-Laser Computer        | a 1'13"   |
| 5    | Lylian Lebreton     | Aubervilliers 93-Peugeot              | a 2'08"   |
| 6    | Pascal Hervé        | Festina-Lotus                         | a 3'53"   |
| 7    | Francisque Teyssier | Festina-Lotus                         | a 4'09"   |
| 8    | Pascal Lino         | Festina-Lotus                         | a 4'57"   |
| 9    | Frank Vandenbroucke | Lotto                                 | a 5'06"   |
| 10   | Sean Kelly          | Catavana-A.S. Corbeil-Essonnes-Cedico | a 6'01"   |